# Integrierte lösungsorientierte Psychologie
Die integrierte lösungsorientierte Psychologie (ILP) ist eine von Dietmar Friedmann begründete Coaching-Methode. Sie beansprucht, die Verfahren der lösungsorientierten Kurztherapie, wissenschaftlich umstrittene Methoden des fortgeschrittenen Neuro-Linguistischen Programmierens und die Systemische Therapie zu integrieren. Es gibt keine direkte wissenschaftliche Forschung zu ILP, daher ist die Wirksamkeit des Verfahrens nicht nachgewiesen.

## Geschichte und Entwicklung
In den letzten Jahrzehnten wurden in Psychotherapie und Coaching neue Denk- und Arbeitsweisen entwickelt, die sich eher auf Lösungen konzentrieren, anstatt Probleme zu analysieren. Diese Entwicklung lässt sich auch anhand der Geschichte der Psychologie erkennen.
Zu Beginn stellte man sich die Frage nach der Ursache des Problems. In der Psychoanalyse werden daher Probleme für gewöhnlich als Symptome einer pathologischen- oder Persönlichkeitsstörung gesehen. In den 1950er Jahren begann man sich die Frage zu stellen, was das Problem aufrecht hält. So glaubt die Humanistische Psychologie an die Selbstverwirklichung und Persönlichkeitsentwicklung, um seine Probleme zu lösen.
ILP lässt sich eher als Coaching beschreiben, d. h. es werden keine Ursachen gesucht und Störungen behandelt, sondern die Klienten sollen Kompetenzen erwerben oder verstärken, die es ihnen ermöglichen, zufriedenstellende Ergebnisse zu erzielen.

## Methode

### Begründer
Der Begründer der ILP ist der Buchautor und Dozent Dietmar Friedmann. Nach Weiterbildungen in Verfahren der humanistischen Psychologie (GT und TA) begann er um 1980 mit der Entwicklung eines lösungs- und prozessorientierten Therapie- und Coachingverfahrens, das er zunächst „Integrierte Kurztherapie“ und später „Integrierte Lösungsorientierte Psychologie (ILP)“ nannte. 1990 begann er seine Ausbildungstätigkeit für Psychotherapie und psychologische Beratung und gab diese Ausbildungsmethode im Rahmen eines Franchisesystems an Interessierte in Deutschland und in der Schweiz weiter.

### Bestandteile
Die anfängliche Zielsetzung (um 1990) war, die Methoden der in den letzten Jahrzehnten entwickelten Therapien (etwa seit 1980) zu integrieren (besonders lösungsorientierte Kurztherapie, systemische Therapie, fortgeschrittenes NLP).
ILP geht davon aus, dass der Mensch sich in seinem Alltag in den drei Bereichen Fühlen, Denken und Handeln bewegt. Diese Kompetenzen sind jedoch keine isolierten Fähigkeiten, sondern Ergebnisse unterschiedlicher Prozesse, an denen immer alle drei Aspekte (Fühlen, Denken, Handeln) in unterschiedlicher Weise beteiligt sind. Inhalte und Abläufe dieser Kompetenzprozesse bestimmen das Vorgehen in der ILP.
In der ILP finden sich Methoden verschiedener Therapieverfahren, die in unterschiedlichem Maße weiterentwickelt oder durch eigene Methoden ergänzt wurden,
- Die lösungsorientierte Kurztherapie (de Shazer)
- Die fortgeschrittene tiefenpsychologische NLP (E. Berne, R. Bandler)
- Die Systemisch-energetische Therapie (Perls, M. Erickson)
- Das Autonomietraining (R. Grossarth-Maticek[1])
- Die Systemisch-lösungsorientierte Partnertherapie (de Shazer)
- Die Kompetenz-Beratung

und die Erweiterungen auf der Grundlage einer kompetenz- und prozessorientierten Persönlichkeitspsychologie. Dabei bezieht sich ILP auf eine prozessorientierten Persönlichkeitstypologie, der Psychographie.

## Kompetenz- und prozessorientierte Persönlichkeitstypologie
Persönlichkeitstypologien gelten in den wissenschaftlichen Ausbildungen oft als vorwissenschaftliche Modelle mit der Tendenz der sich selbst bestätigenden Vorannahmen. Dazu trägt bei, dass die meisten Persönlichkeitstypologien phänomenologisch vorgehen. Sie beschreiben beobachtbare Eigenschaften der Persönlichkeitstypen. Das ist relativ ungenau, da diese Beobachtungen weder unterschiedliche Entwicklungen der Persönlichkeiten, noch neurotische Beeinträchtigungen oder die Reaktionen auf unterschiedliche Situationen berücksichtigen.
In der ILP werden die Persönlichkeitstypen als Prozesse beschrieben. Das soll phänomenologische Beobachtungen den persönlichkeitstypischen Prozessen zuordnen und sie als Ausdruck dieser Prozesse zu verstehen.